# سايرن (لعبة فيديو)
لعبة سايرن (بالإنجليزية:Siren)، وتعني كلمة سايرن أي: جرس الإنذار في حالة الخطر، هي لعبة فيديو المرعبة ويسمى في النسخة الأوروبية (Forbidden Siren)، أنتجت من قبل شركة سوني كمبيوتر إنترتينمنت وجابان ستوديو عام 2003م، وتعمل لنظام بلاي ستيشن 2.
ويعد اللعبة أقوى العاب الرعب لشركة سوني كمبيوتر انترتنمنت، وهذه اللعبة ستسمع جرس الإنذار عندما يحضر هؤلاء الوحوش.

## قصة
انتشر ظاهرة اللعنة في قرية مخيفة تدعى هانودا (باليابانية:羽生蛇村) (بالإنجليزية:Hanuda)، حبن تنتشر مخلوقات الشيبيتو (باليابانية:屍人)أو (الأشخاص الأموات) الغرباء في ظلمة الليل، فما يقوم بطل اللعبة بالخروج من القرية المخيفة نهائياَ.

## تقييم لعية
| استقبال |         |
| --- | ------- |
| مجموع النقاط المجموع نقاط ميتاكريتيك 72/100 [ 5 ] نتائج المراجعة نشرة نقاط إدج 7/10 [ 6 ] إلكترونك غيمينغ مونثلي 5.33/10 [ 7 ] يورو غيمر 7/10 [ 8 ] فاميتسو 32/40 [ 4 ] غيم إنفورمر 6.25/10 [ 9 ] غيم برو [ 10 ] غيم سبوت 6.7/10 [ 11 ] غيم سباي [ 12 ] غيم زون 7.8/10 [ 13 ] آي جي إن 7.7/10 [ 14 ] مجلة بلاي ستيشن الرسمية (الولايات المتحدة) [ 15 ] مكسيم 6/10 [ 16 ] |         |
| مجموع النقاط |         |
| المجموع | نقاط    |
| ميتاكريتيك | 72/100  |
| نتائج المراجعة |         |
| نشرة | نقاط    |
| إدج | 7/10    |
| إلكترونك غيمينغ مونثلي | 5.33/10 |
| يورو غيمر | 7/10    |
| فاميتسو | 32/40   |
| غيم إنفورمر | 6.25/10 |
| غيم برو | [ 10 ]  |
| غيم سبوت | 6.7/10  |
| غيم سباي | [ 12 ]  |
| غيم زون | 7.8/10  |
| آي جي إن | 7.7/10  |
| مجلة بلاي ستيشن الرسمية (الولايات المتحدة) | [ 15 ]  |
| مكسيم | 6/10    |

## وصلات خارجية
- الموقع الرسمي